# Hans Neumann (Germanist)
Johannes „Hans“ Neumann (* 10. April 1903 in Bielefeld; † 9. Februar 1990 in Göttingen) war ein deutscher Germanist.

## Leben
Hans Neumann war der Enkel des getauften Juden und Missionars der schottischen Missionsgesellschaft, Gustav Wilhelm Neumann. Sein Vater Paul Neumann († 1943) war Kaufmann, seine Mutter war Elisabeth Neumann, geborene Bökenkamp († 1943). Er besuchte das Humanistische Gymnasium in Bielefeld, an dem er 1923 das Abitur ablegte.
Neumann studierte Germanische Philologie, Deutsche Literaturgeschichte, Evangelische Theologie und Kunstgeschichte in Tübingen, Berlin und Münster. 1927 wurde er bei Arthur Hübner in Berlin mit einer Arbeit über Johannes Rothes spätmittelalterliches Lehrgedicht Das Lob der Keuschheit promoviert. Anschließend war Neumann Privatassistent Hübners bei verschiedenen Forschungsvorhaben der Berliner Akademie der Wissenschaften, vor allem beim Deutschen Wörterbuch; 1931 wurde er außerdem Assistent am Germanischen Seminar der Universität Berlin. Im selben Jahr heiratete er Filomena Brateanu; die Ehe wurde 1947 geschieden. Infolge der nationalsozialistischen Rassepolitik musste er 1933 wegen seines „nicht-arischen“ Großvaters aus dem Dienst ausscheiden und emigrierte nach Rumänien. 1941 kehrte er zu einem Arbeitsaufenthalt nach Deutschland zurück, wurde als „wehrpflichtiger Mischling“ zur Wehrmacht eingezogen und war in Osteuropa stationiert. 1945 wurde er kurzzeitig in US-amerikanische Kriegsgefangenschaft genommen. Nach dem Krieg ging er nach Göttingen und habilitierte dort 1947 mit einer Arbeit über die mittelalterliche Mystikerin Mechthild von Magdeburg. 1947 heiratete er Gerda Rudolphi. 1948 wurde Neumann auf einen Lehrstuhl für Deutsche Philologie berufen, den er bis zu seiner vorzeitigen Emeritierung auf eigenen Wunsch im Jahr 1969 innehatte.
Sein Fachgebiet war die Deutsche Philologie des Mittelalters, besonders die geistliche Prosa und die Christliche Mystik (Deutsche Mystik und Frauenmystik) des Spätmittelalters; dabei widmete er sich vor allem dem Werk, der handschriftlichen Überlieferung und der Edition von Mechthild von Magdeburgs Schrift Das fließende Licht der Gottheit.
1950 richtete Neumann an der Akademie der Wissenschaften zu Göttingen eine Arbeitsstelle des Deutschen Wörterbuchs ein, die in Kooperation mit der in Leipzig ansässigen unter Theodor Frings mit der Neubearbeitung der Anfangsbände des Wörterbuchs befasst war: eines der wenigen wissenschaftlichen Kooperationsprojekte zwischen BRD und DDR während der Zeit des „Kalten Krieges“. 1950 wurde Neumann Mitglied der Göttinger Akademie der Wissenschaften, von 1961 bis 1970 war er deren Präsident bzw. Vizepräsident (alternierend mit dem Vorsitzenden der Mathematisch-Naturwissenschaftlichen Klasse).
1970/1971 hatte Neumann eine Gastprofessur an der University of Cincinnati.

## Veröffentlichungen (Auswahl)
- Johannes Rothe: Das Lob der Keuschheit. Hrsg. v. Hans Neumann. Berlin 1934 (= Deutsche Texte des Mittelalters, 38).
- Johannes Rothe: Der Ritterspiegel. Hrsg. v. Hans Neumann. Halle 1938.
- Beiträge zur Textgeschichte des „Fließenden Lichts der Gottheit“ und zur Lebensgeschichte Mechthilds von Magdeburg. In: Nachrichten der Akademie der Wissenschaften in Göttingen, Phil.-Hist.Klasse 1954/3, S. 28–80.
- Die Schiffsallegorie im Ezzoliede. In: Nachrichten der Akademie der Wissenschaften in Göttingen, Phil.-Hist.Klasse  1960/1.
- Mechthild von Magdeburg und die mittelniederländische Frauenmystik. In: Mediaeval German Studies, 1965, S. 231–46.
- Vorwort zum Deutschen Wörterbuch, Band 30 (1960), zusammen mit Theodor Frings.
- Mechthild von Magdeburg: Das fließende Licht der Gottheit: nach der Einsiedler Handschrift in kritischem Vergleich mit der gesamten Überlieferung. Hrsg. v. Hans Neumann, besorgt und zum Druck eingerichtet von Gisela Vollmann-Profe. 2 Bände. Artemis, München 1990/93.